# Пач
Пач (нім. Patsch) —  громада округу Інсбрук-Ланд у землі Тіроль, Австрія.
Пач лежить на висоті  998 м над рівнем моря і займає площу  9,73 км². Громада налічує 1011 мешканців. 
Густота населення 104/км².  
|                              |
| Пач на мапі округу та землі. |

 Адреса управління громади: Dorfstraße 22, 6082 Patsch (Tirol). 

## Демографія
Історична динаміка населення міста за даними сайту Statistik Austria

## Виноски
1. ↑  Dauersiedlungsraum der Gemeinden Politischen Bezirke und Bundesländer - Gebietsstand 1.1.2018 — Статистичне управління Австрії.
2. ↑  https://www.statistik.at/blickgem/blick1/g70338.pdf
3. ↑   www.patsch.gv.at
4. ↑  Gemeindedaten von Patsch (Tirol)

| Австрія | Це незавершена стаття з географії Австрії. Ви можете допомогти проєкту, виправивши або дописавши її. |